# Barnimie
Barnimie is een plaats in het Poolse district  Choszczeński, woiwodschap West-Pommeren. De plaats maakt deel uit van de gemeente Drawno en telt 310 inwoners.